# Oordegem
Oordegem is een dorp in de Belgische provincie Oost-Vlaanderen en een deelgemeente van de gemeente Lede, het was een zelfstandige gemeente tot aan de gemeentelijke herindeling van 1977. Oordegem ligt in de Denderstreek.

## Geschiedenis
De heerlijkheid Oordegem behoorde achtereenvolgens toe aan de familie de Ordengem, de Laval, Turpin, Mastaing en aan de familie Vilain tot eind 18e eeuw. Ten slotte kwam ze in handen van hertogin de Laragnais. De vrijheerlijkheid Hof ter Lichtervelde was in 1544 eigendom van de familie de la Force. Oordegem was in 1801 kantonhoofdplaats.

## Demografische ontwikkeling
- Bronnen:NIS, Opm:1831 tot en met 1970=volkstellingen; 1976 = inwoneraantal op 31 december

## Bezienswaardigheden
- In het midden van het dorpsplein staat de Sint-Martinuskerk. Deze gotische kerk werd in de 14e eeuw opgericht in Lediaanse steen. In de 17e en 18e eeuw werden de zijbeuken aangebouwd in baksteen. Boven de kerkdeur ziet men het ruiterbeeld van Sint-Martinus, de patroonheilige van de parochie.
- Vlak bij de kerk stond de afspanning "De Drie Koningen", afgebroken in 1963. Hier zetelde vroeger de vierschaar, dit was een door vier banken ingesloten ruimte waarbinnen een rechtsgeding werd gehouden.
- De stenen Fauconniersmolen staat aan de Grote Steenweg en werd genoemd naar de bouwheer in het jaar 1845. Tot 1900 was dit een olie- en graanmolen, tot 1935 uitsluitend graanmolen. In 1973 werd het provinciebestuur eigenaar. Drie jaar na de brand in 1976 werd de molen volledig gerestaureerd.
- Een burgerhuis uit 1709, gelegen aan Oordegemdorp 59.[1]
- De watermolen op de Molenbeek.

## Afbeeldingen

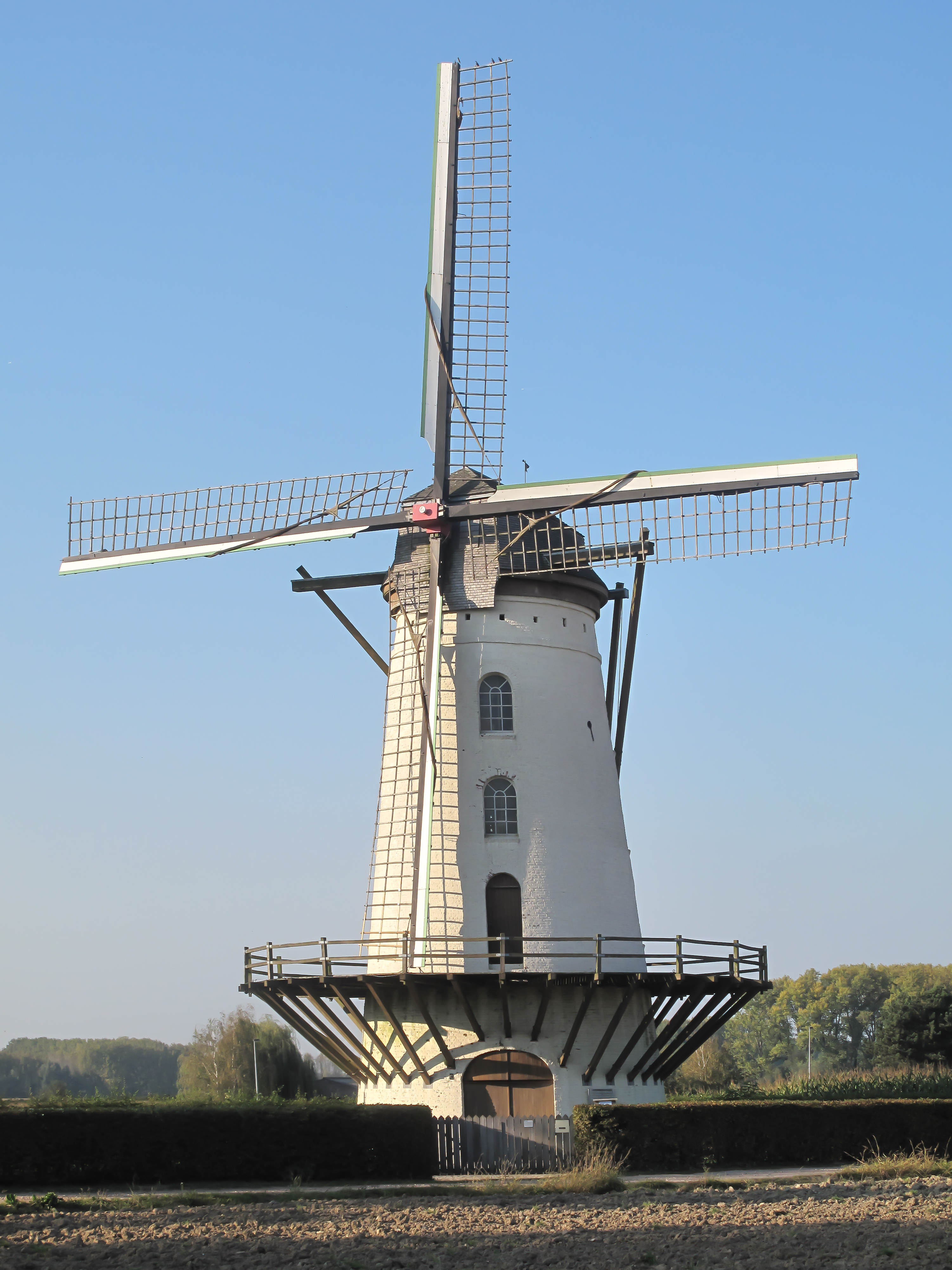
Oordegem, Fauconniersmolen
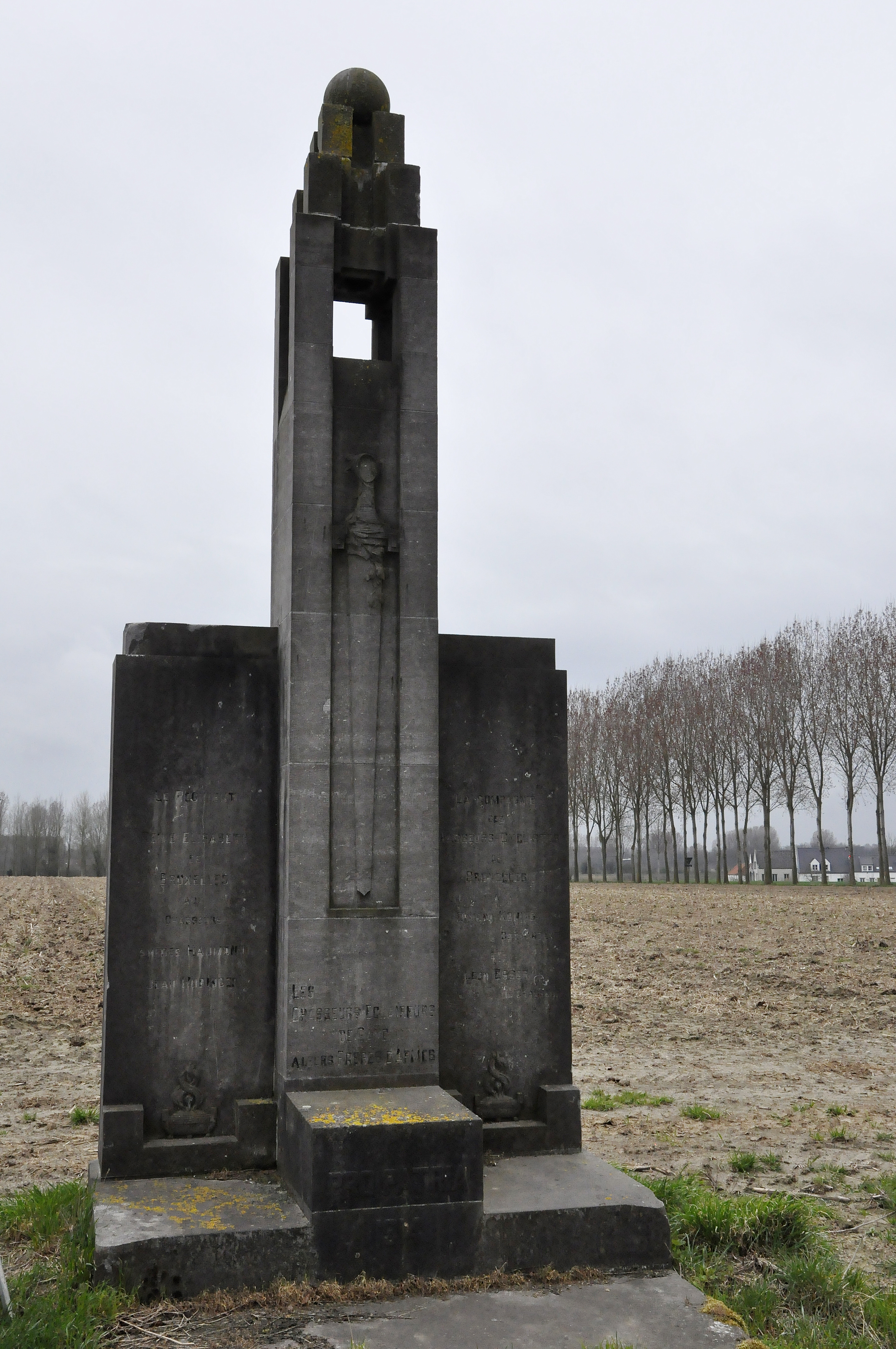
Oorlogsmonument (zie externe link)

## Geografie
De Wellebeek die er stroomt behoort tot het stroomgebied van de Molenbeek.

## Natuur en landschap
Oordegem ligt in Zandlemig Vlaanderen. De hoogte bedraagt ongeveer 40 meter. De belangrijkste waterloop is de Molenbeek die in noordelijke richting naar de Schelde stroomt.

## Verkeer
Door het dorpscentrum loopt de rechte steenweg tussen de steden Gent en Brussel (N9). Het zuiden van Oordegem wordt doorsneden door de snelweg A10/E40, die er echter geen op- en afritten heeft.

## Sport
In Oordegem is een Bloso-centrum gelegen met als hoofdpunt het Putbosstadion, een atletiekstadion dat bekend staat als een snelle baan voor internationale wedstrijden zoals de International Flanders Athletic Meeting (IFAM) en de Putbosmemorial. Het is tevens de thuisbasis van atletiekclub Vlierzele Sportief.

## Bekende inwoners

### Geboren
- Arthur Brijs (1878 - 1924)

## Trivia
- De bijnaam van de inwoners is polkaboeren.[2]

## Nabijgelegen kernen
Westrem, Massemen, Wetteren, Smetlede, Vlierzele, Bavegem